# Георгиево (Кировская область)
 Георгиево  — село в Афанасьевском районе Кировской области в составе Бисеровского сельского поселения.

## География
Расположено на расстоянии примерно 30 км на север по прямой от райцентра поселка  Афанасьево на правом берегу реки Кама.

## История
Известно с 1703 года как погост Георгиевский, когда здесь построили деревянную церковь. В 1727 году насчитывал 3 двора. В 1873 году здесь (Егорьевское или Зиздинское, Зуйкарское, Георгиевское) дворов10 и жителей 88. Село состояло из починоков Киприн, Мажогин и Сафрона Бисерова. В 1905 это уже село Зюздино-Георгиевское (Зуйкар), в 1926 году в селе (теперь Пролетарское или Георгиево, Зюздино-Георгиевское) хозяйств 9 и жителей 26. С 1939 года окончательно становится Георгиево, в 1998 году 252 жителя. В 1884 году построили новую деревянную Георгиевскую церковь, работавшую до 1930-х годов.  В сентябре 1995 года здание сгорело.

## Население
Постоянное население составляло 211 человек (русские 100%) в 2002 году, 182 в 2010.